# Berlin-Tempelhof (stacja kolejowa)
Berlin-Tempelhof – stacja kolejowa na liniach S-Bahn S41, S42, S45, S46 i S47 oraz stacja metra w Berlinie, na linii U6, w dzielnicy Tempelhof, w okręgu administracyjnym Tempelhof-Schöneberg. Stacja metra otwarta została w 1929.